# Imants Kalniņš

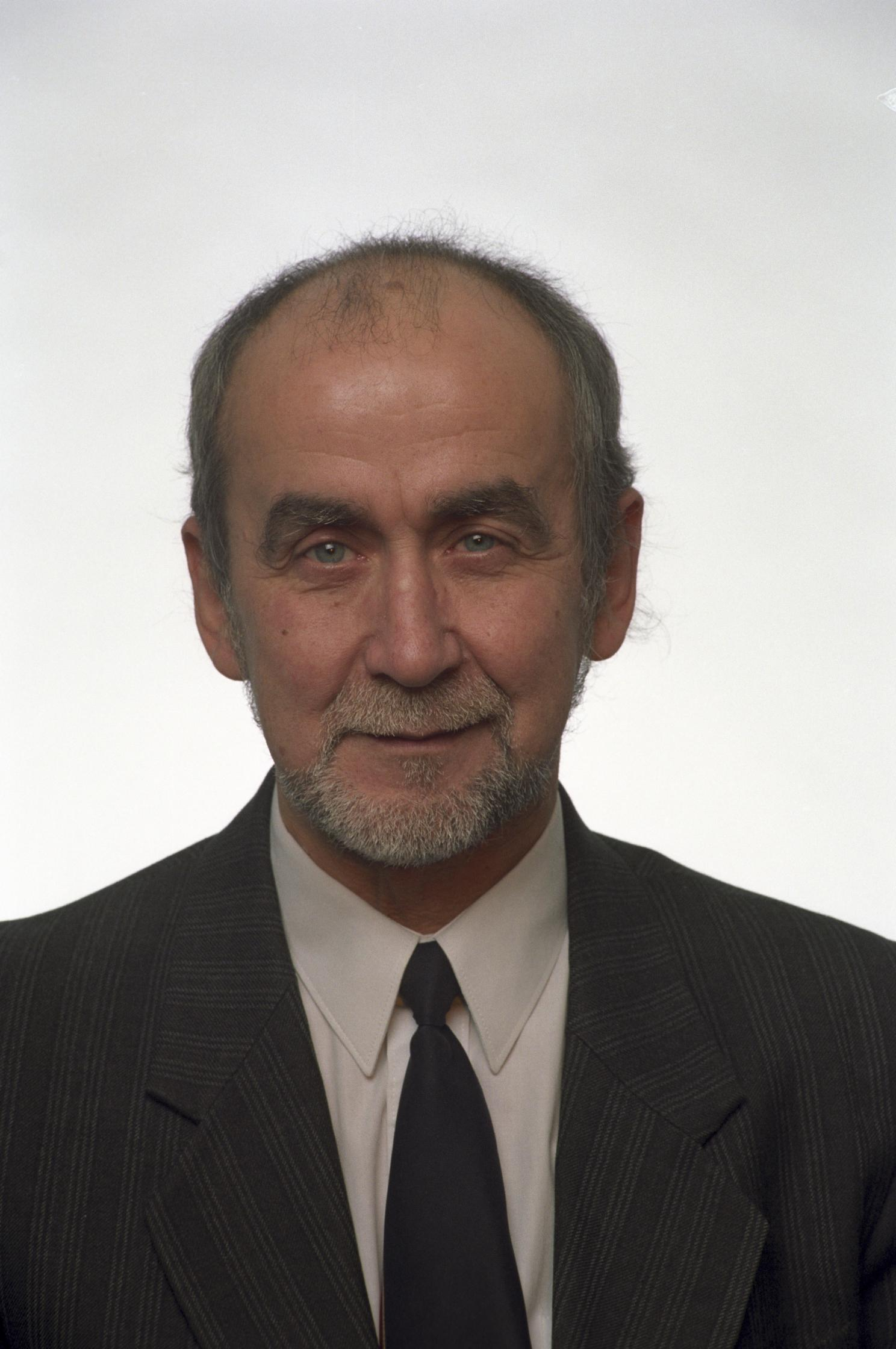
Imants Kalniņš (2011)

Imants Kalniņš (* 26. Mai 1941 in Riga, Lettland) ist ein lettischer Komponist, der sowohl Klassische Musik als auch Rockmusik schrieb. Daneben engagiert sich Kalniņš politisch, er ist für die Partei Tēvzemei un Brīvībai/LNNK Mitglied der Saeima, des lettischen Parlaments.

## Leben
Nach einer Ausbildung in klassischer und Chor-Musik an der Lettischen Musikakademie Jāzeps Vītols bei Ādolfs Skulte schrieb er sechs Sinfonien, sechs Opern, darunter die erste Rockoper der Sowjetunion – Ei, jūs tur! (Hey, ihr da!) und die 1977 uraufgeführte Oper Spēlēju, dancoju (‚Ich spielte, ich tanzte‘), Oratorien, Kantaten, Stücke für Chor, sowie eine Reihe von Musikwerken für Film und Theater. Am bekanntesten wurde er durch seine Rock-Songs; er gilt als erster Komponist intellektueller Rockmusik in Lettland.
Während der 1960er Jahre leitete Kalniņš in Liepāja die Rockband 2xBBM, die wegen ihrer zu Herzen gehenden Lieder und der hippiemäßigen Lebensart viel Zulauf hatte. Kalniņš wurde zum Symbol von Geisteshaltung, Weltsicht und Rebellion seiner Altersgruppe und das resultierte letztlich in einem Verbot der Band durch die Behörden. Das war jedoch nicht das Ende der Musik Kalniņš' – nun wurde sie von der ebenfalls populären Band Menuets zu Gehör gebracht, die fast nichts anderes spielte. 1967 schrieb er die Musik für den lettischen Musical-Kultfilm Elpojiet dziļi! (Atme tief!).
In den 1970er Jahren schrieb Kalniņš wieder symphonische Musik, fand aber 1984 zurück zum Rock und erarbeitete mit Juris Kulakovs und Juris Sējāns das Rockoratorium  Kā jūra, kā zeme, kā debess (Wie das Meer, wie die Erde, wie der Himmel). Das Oratorium war der erste öffentliche Auftritt der Band Pērkons (‚Donner‘), für die er danach viele neue Lieder schrieb, bevor er seine eigene Band mit dem Namen Turaidas Roze (‚Die Rose von Turaida‘) gründete. Diese erlangte aber nie denselben Zuspruch und dieselbe Bewunderung wie Menuets und Pērkons.
Während der singenden Revolution, als Lettland sich seine Unabhängigkeit wiedereroberte, engagierte sich Kalniņš aktiv in der politischen Bewegung Tautas Fronte, die eine wichtige Rolle in der Überwindung der sowjetischen Besatzung spielte. Eng mit Kalniņš verbunden ist das Festival Imantdienas („Imants-Tage“), die in sowjetischer Zeit sehr populär und deshalb verboten waren. 1995 wurde diese Tradition wieder aufgenommen, die Tage fanden jedes Jahr statt (mit Ausnahme von 1997, als der Komponist auf Reisen war) und sind mindestens so erfolgreich wie früher. 2001 wandte sich Kalniņš wieder der klassischen Musik zu und komponierte seine sechste Sinfonie für Chor und Orchester nach Texten von Rabindranath Tagore und Psalmen.
Die Zusammenarbeit von Imants Kalniņš mit Ainars Mielavs erbrachte einige hervorragende Alben, hauptsächlich mit von Kalniņš komponierten Stücken wie Par lietām, kas tā ar' nekad nepāriet (Dinge, die nie ganz vergehen), 1997, Es redzēju sapnī (Ich sah in einem Traum), 1998 und I Love You, 1999 (trotz des Titels sind die Texte dieses Albums überwiegend lettisch). 2000 nahm das Symphonieorchester von Liepāja die Musik für den Film Pūt, vējiņi (Blase, Wind, blase) von 1973 mit bekannten Sängern neu auf.
Imants Kalniņš war von 1993 bis 1995 und ist seit 1998 für die nationalistische Partei Tēvzemei un Brīvībai/LNNK Mitglied der Saeima. Derzeit arbeitet er in der Budget- und Finanzkommission sowie der Kommission für Mandate, Ethik und Vergabepraxis.
Kalniņš übersetzte den Koran und meinte, dass in Lettland eine Moschee gebaut werden sollte.

## Familie
Kalniņš Tochter Rēzija Kalniņa ist eine bekannte Schauspielerin, sein Sohn Marts-Kristians Kalniņš ist Sänger der Band Autobuss Debesīs.